# Cyclosa donking
Cyclosa donking Levi, 1999 è un ragno appartenente alla famiglia Araneidae.

## Etimologia
Il nome della specie deriva da un'arbitraria combinazione di lettere

## Caratteristiche
L'olotipo femminile ha dimensioni: cefalotorace lungo 2,0mm, largo 1,5mm; opistosoma lungo 5,0mm.

## Distribuzione
La specie è stata reperita in Bolivia: nei pressi della Estaciòn Biologica Beni, appartenente al dipartimento boliviano di Beni.

## Tassonomia
Al 2013 non sono note sottospecie e dal 1999 non sono stati esaminati nuovi esemplari.